# Horezu
Horezu – miasto w Rumunii, w okręgu Vâlcea. Liczba mieszkańców to około 7 tys.
Głównym i niezwykle cennym zabytkiem miasta jest kompleks klasztorny z cerkwią św. Heleny i Konstantyna, wzniesiony w latach 1690–1697 z polecenia hospodara wołoskiego Konstantyna Brâncoveanu.